# Ralf Georg Czapla
Ralf Georg Czapla (* 24. Juni 1964 in Immerath) ist ein deutscher Literatur- und Kulturwissenschaftler. Er lehrt als außerplanmäßiger Professor am Germanistischen Seminar der Universität Heidelberg Neuere deutsche Literaturwissenschaft und Vergleichende Literaturgeschichte. 

## Leben
Ralf Georg Czapla studierte Germanistik, Latinistik, Komparatistik und Mittellateinische Philologie an der Universität Bonn und wurde dort 1992 von Bernhard Sorg und Jürgen Fohrmann mit einer Dissertation zur Mythenrezeption bei Arno Schmidt promoviert. 1990 legte er das Erste, 1994 das Zweite Staatsexamen für das Lehramt an Gymnasien ab. Czapla arbeitete als Wissenschaftlicher Mitarbeiter und Lehrbeauftragter an den Universitäten in Bonn, Paderborn, Marburg, Saarbrücken und Heidelberg. 2006 und 2007 lehrte er als Gastdozent an der Università degli Studi di Roma »Tor Vergata«. 2008 habilitierte er sich an der Universität Heidelberg mit einer Arbeit über die Bibelepik der Frühen Neuzeit, die von Wilhelm Kühlmann betreut wurde, als dessen Assistent er von 2001 bis 2008 gearbeitet hatte. Lehrstuhlvertretungen an den Universitäten in Freiburg im Breisgau, Bern und Tübingen schlossen sich an. Czapla erhielt mehrere Studien- und Forschungsstipendien.
Von 2009 bis 2019 leitete Czapla als Nachfolger von Hans Wollschläger die Rückert-Gesellschaft e. V., nachdem er bereits seit 2006 dem Herausgebergremium der Rückert-Studien angehört hatte. Er war wissenschaftlicher Berater der 2012 gezeigten Ausstellung »Mythos Raky. Von Erkelenz in die Welt. Über das Leben und Wirken des Unternehmers und Tiefbohrpioniers Anton Raky«. Von 2012 bis 2018 gehörte er dem Wissenschaftlichen Beirat der Forschungsstelle Carmen Sylva/Fürstlich Wiedisches Archiv an.

## Forschungsgebiete
Czaplas Forschung umfasst Literatur des Spätmittelalters und der Frühen Neuzeit, der Goethezeit sowie des 19. und 20. Jahrhunderts bis hin zur Gegenwart. Der überwiegende Teil seiner Arbeiten ist kulturwissenschaftlich orientiert und verlässt den engeren Rahmen der Germanistik zu Gunsten einer Perspektive, die auch sozialgeschichtliche und ideologiekritische Aspekte integriert. Mit der Edition, Übersetzung und Kommentierung der lateinischen Bibeldichtungen des Andreas Gryphius hat Czapla das in der Forschung bislang nur wenig beachtete Frühwerk des schlesischen Barockdichters einem größeren Publikum erschlossen. Im 19. Jahrhundert gilt sein Interesse neben Schriftstellern wie August Wilhelm Schlegel, Wilhelm Raabe und Theodor Storm auch in Vergessenheit geratenen Dichtern wie Friedrich Rückert und August von Platen. Die Beschäftigung mit der Gegenwartsliteratur macht einen weiteren Forschungsschwerpunkt aus. Sie reicht von den Autoren des Expressionismus und der Neuen Sachlichkeit über Nachkriegsautoren wie Werner Bergengruen, Arno Schmidt und Johannes Bobrowski bis hin zu dem 2010 zusammen mit dem Künstler Jochen Gerz im Rahmen des Kulturhauptstadtjahres 2010 initiierten Ausstellungsprojekt »2-3 Straßen«.
Weitere thematische Schwerpunkte in Czaplas Arbeiten sind das Verhältnis von Literatur und Religion, die Rom- und Italiendichtung verschiedener Jahrhunderte, die Fotografie in intermedialer Perspektive, die Rezeption der Antike in der deutschen Literatur sowie bisher eher wenig beachtete literarische Produkte des Nationalsozialismus und der frühen Bundesrepublik. 
2015 erschien Czaplas Monographie über den Industriellen Friedrich Baur und dessen Schwester, die Ausdruckstänzerin Claire Bauroff. 

## Werke (Auswahl)
Monografien und Aufsätze
- Mythos, Sexus und Traumspiel. Arno Schmidts Prosazyklus „Kühe in Halbtrauer“ (= Literatur- und Medienwissenschaft. 15). Igel Verlag, Paderborn 1993, ISBN 3-927104-35-3 (Zugleich: Bonn, Universität, Dissertation, 1992).
- Die Entfesselung des Prometheus. Erlösungssehnsucht und Geschichtseschatologie in Gedichtentwürfen des jungen Joseph Goebbels. In: Internationales Archiv für Sozialgeschichte der deutschen Literatur. Bd. 29, Nr. 1, 2004, S. 55–83, doi:10.1515/IASL.2004.1.55.
- „Das Vollkommene duldet nur Anbetung und Opfer“ – Eine Romreise mit den Augen Stefan Georges. Zu Carlo Schmids „Römischem Tagebuch“. In: Ralf Bogner, Ralf Georg Czapla, Robert Seidel, Christian von Zimmermann (Hrsg.): Realität als Herausforderung. Literatur in ihren konkreten historischen Kontexten. Festschrift für Wilhelm Kühlmann zum 65. Geburtstag. de Gruyter, Berlin u. a. 2011, ISBN 978-3-11-025393-1, S. 511–529.
- Das Bibelepos in der Frühen Neuzeit. Zur deutschen Geschichte einer europäischen Gattung (= Frühe Neuzeit. Bd. 165). de Gruyter, Berlin u. a. 2013, ISBN 978-3-11-025856-1.
- Die ungleichen Geschwister. Der Unternehmer Friedrich Baur und die Tänzerin Claire Bauroff. Biografie. Piper, München u. a. 2015, ISBN 978-3-492-05725-7.

Als Herausgeber
- Andreas Gryphius: Herodes. Der Ölberg. Lateinische Epik (= Bibliothek seltener Texte. 4). Herausgegeben, übersetzt und kommentiert. Weidler, Berlin 1999, ISBN 3-89693-133-4.
- Mit Ulrike Rembold: Gotteswort und Menschenrede. Die Bibel im Dialog mit Wissenschaften, Künsten und Medien (= Jahrbuch für internationale Germanistik. Reihe A: Kongressberichte. Bd. 73). Vorträge der interdisziplinären Ringvorlesung des Tübinger Graduiertenkollegs „Die Bibel – ihre Entstehung und ihre Wirkung“ 2003–2004. Lang, Bern u. a. 2006, ISBN 3-03910-767-4.
- „nach Maß gearbeitet“. Hermann Brochs Gedichte für die Tänzerin Claire Bauroff. Mit einer Edition des Briefwechsels Bauroff – Broch und von Auszügen aus der Korrespondenz Bauroff – Burgmüller. In: Jahrbuch zur Kultur und Literatur der Weimarer Republik. Bd. 12, 2008, ISSN 1618-2464, S. 69–113.
- Mit Anna Fattori: Die verewigte Stadt. Rom in der deutschsprachigen Literatur nach 1945 (= Jahrbuch für internationale Germanistik. Reihe A: Kongressberichte. Bd. 92). Lang, Bern u. a. 2008, ISBN 978-3-03-911629-4.
- Von Goethe bis Gregorovius. Friedrich Rückert und die Romdichtung des 19. Jahrhunderts (= Rückert-Studien. Bd. 18). Ergon-Verlag, Würzburg 2009, ISBN 978-3-89913-697-5.
- Friedrich Rückert und die Musik. Tradition – Transformation – Konvergenz (= Rückert-Studien. Bd. 19). Ergon-Verlag, Würzburg 2010, ISBN 978-3-89913-779-8.
- Claire Bauroff: „Wandlung aber ist das Leben“. Gedichte. Herausgegeben und mit einem Nachwort versehen. Bernstein, Bonn 2011, ISBN 978-3-939431-61-9.
- Mit Franca Victoria Schankweiler: Der Briefwechsel zwischen August Wilhelm von Schlegel und seiner Bonner Haushälterin Maria Löbel. „Meine liebe Marie“ – „Werthester Herr Professor“. Historisch-kritische Ausgabe. Herausgegeben und kommentiert. Bernstein, Bonn 2012, ISBN 978-3-939431-77-0.
- Mit Harald Horst: Wissensvermittlung zwischen Handschrift und Wiegendruck. Studien zur Bibliothek des Kreuzherrenklosters Hohenbusch (= Schriften des Heimatvereins der Erkelenzer Lande e. V. 27). Heimatverein der Erkelenzer Lande e. V., Erkelenz 2013, ISBN 978-3-9815182-4-5.
- „... euer Leben fort zu dichten.“ Friedrich Rückerts „Kindertodtenlieder“ im literatur- und kulturgeschichtlichen Kontext (= Rückert-Studien. Bd. 21). Ergon-Verlag, Würzburg 2016, ISBN 978-3-95650-123-4.
- „Weltpoesie allein ist Weltversöhnung.“ Friedrich Rückert und der Orientalismus im Europa des 19. Jahrhunderts (= Rückert-Studien. Bd. 22). Ergon-Verlag, Würzburg 2021, ISBN 978-3-95650-852-3.
- Paul Heyse: Das Goethe-Haus in Weimar. (= Bibliotheca Fraengeriana. Bd. VI). Mit einem Faksimile der Handschrift herausgegeben und mit Nachwort versehen. Quintus, Berlin 2022, ISBN 978-3-96982-029-2.
- Hans Leifhelm: An des Abgrunds schmalem Saume. Gedichte, Erzählungen und Essays. (= Bibliotheca Fraengeriana, Bd. VII). Herausgegeben. Quintus, Berlin 2022, ISBN 978-3-96982-037-7.
- Karl Wolfskehl: Eure Sprache ist auch meine. Gedichte aus dem italienischen Exil. (= Bibliotheca Fraengeriana, Bd. V). Herausgegeben. Quintus, Berlin 2023, ISBN 978-3-94721-580-5.
- Mit Christof Baier: Eurydike. Beschworene Schatten abgeschiedener Frauen. (= Bibliotheca Fraengeriana, Bd. VIII). Herausgegeben. Quintus, Berlin 2024, ISBN 978-3-96982-097-1.